# FK Budućnost Podgorica
Cet article traite de l'équipe de football. Pour les autres sports, voir Budućnost Podgorica.
Maillots
Actualités
Le Fudbalski klub Budućnost Podgorica (en monténégrin : Фудбалскли клуб Будућност Подгорица), plus couramment abrégé en FK Budućnost Podgorica, est un club monténégrin de football fondé en 1925 et basé à Podgorica, la capitale du pays.

## Histoire
Le club est fondé en 1925. En 1946 il devient le seul club monténégrin du championnat de Yougoslavie. Les couleurs du club sont le bleu et le blanc.
Ses plus grands succès au niveau national arrivent durant la période faste de la Yougoslavie en 1965 et en 1977 quand le club joue deux finales de Coupe de Yougoslavie. Les meilleurs footballeurs issus de Budućnost sont Predrag Mijatović, Dejan Savićević et Branko Brnović qui réussissent une fabuleuse carrière au cours des années 1990.
En 2005, Budućnost joue en Coupe Intertoto contre le Valletta FC et le Deportivo La Corogne. En 2007, le club joue en Coupe de l'UEFA contre le club croate du Hajduk Split.
Le 11 avril 2021, le club remporte le cinquième titre de son histoire lors de la 29e journée du Championnat du Monténégro de football 2020-2021, devenant ainsi le club le plus titré du pays.

## Bilan sportif

### Palmarès
| Compétitions nationales | Compétitions yougoslaves                                       |
| --- | -------------------------------------------------------------- |
| - Championnat du Monténégro (7) : - Champion : 2007-08, 2011-12 et 2016-17, 2019-20, 2020-21, 2022-23 et 2024-25. - Vice-champion : 2006-07, 2008-09, 2009-10, 2010-11, 2012-13, 2015-16, 2017-18 et 2018-19. - Coupe du Monténégro (5) : - Vainqueur : 2012-13, 2018-19, 2020-21, 2021-22 et 2023-24. - Finaliste : 2007-08, 2009-10 et 2015-16. | - Coupe de Yougoslavie (2) : - Finaliste : 1964-65 et 1976-77. |

### Bilan par saison
Légende
- Vainqueur de la compétition
- Vice-champion ou finaliste de la compétition
- Troisième de la compétition
- Promotion en division supérieure
- Relégation en division inférieure

| Saison                               | D1                        | D2                        | Pts                       | J                         | V                         | N                         | D                         | BP                        | BC                        | Diff                      |
| Championnat du Monténégro            | Championnat du Monténégro | Championnat du Monténégro | Championnat du Monténégro | Championnat du Monténégro | Championnat du Monténégro | Championnat du Monténégro | Championnat du Monténégro | Championnat du Monténégro | Championnat du Monténégro | Championnat du Monténégro |
| ------------------------------------ | ------------------------- | ------------------------- | ------------------------- | ------------------------- | ------------------------- | ------------------------- | ------------------------- | ------------------------- | ------------------------- | ------------------------- |
| 2021-2022                            | 1er                       |                           | 75 pts                    | 36                        | 22                        | 9                         | 5                         | 64                        | 29                        | +35                       |
| 2020-2021                            | 1er                       |                           | 85 pts                    | 36                        | 27                        | 4                         | 5                         | 65                        | 29                        | +36                       |
| 2019-2020                            | 1er                       |                           | 73 pts                    | 31                        | 23                        | 4                         | 4                         | 63                        | 26                        | +37                       |
| 2018-2019                            | 2e                        |                           | 65 pts                    | 36                        | 17                        | 14                        | 5                         | 56                        | 25                        | +31                       |
| 2017-2018                            | 2e                        |                           | 57 pts                    | 36                        | 14                        | 15                        | 7                         | 44                        | 30                        | +14                       |
| 2016-2017                            | 1er                       |                           | 57 pts                    | 33                        | 17                        | 6                         | 10                        | 52                        | 28                        | +24                       |
| 2015-2016                            | 2e                        |                           | 63 pts                    | 33                        | 19                        | 6                         | 8                         | 48                        | 21                        | +27                       |
| 2014-2015                            | 3e                        |                           | 63 pts                    | 33                        | 18                        | 9                         | 6                         | 46                        | 20                        | +26                       |
| 2013-2014                            | 4e                        |                           | 54 pts                    | 33                        | 16                        | 6                         | 11                        | 36                        | 26                        | +10                       |
| 2012-2013                            | 2e                        |                           | 60 pts                    | 33                        | 17                        | 9                         | 7                         | 57                        | 38                        | +19                       |
| 2011-2012                            | 1er                       |                           | 80 pts                    | 33                        | 25                        | 5                         | 3                         | 82                        | 25                        | +57                       |
| 2010-2011                            | 2e                        |                           | 73 pts                    | 33                        | 22                        | 7                         | 4                         | 58                        | 29                        | +29                       |
| 2009-2010                            | 2e                        |                           | 69 pts                    | 33                        | 21                        | 6                         | 6                         | 67                        | 35                        | +22                       |
| 2008-2009                            | 2e                        |                           | 70 pts                    | 33                        | 21                        | 7                         | 5                         | 72                        | 34                        | +38                       |
| 2007-2008                            | 1er                       |                           | 70 pts                    | 33                        | 18                        | 12                        | 3                         | 43                        | 13                        | +30                       |
| 2006-2007                            | 2e                        |                           | 76 pts                    | 33                        | 22                        | 10                        | 1                         | 58                        | 12                        | +46                       |
| Championnat de Serbie-et-Monténégro  |                           |                           |                           |                           |                           |                           |                           |                           |                           |                           |
| 2005-2006                            | 14e                       |                           | 25 pts                    | 30                        | 6                         | 10                        | 14                        | 24                        | 43                        | -19                       |
| 2004-2005                            | 6e                        |                           | 41 pts                    | 30                        | 12                        | 5                         | 13                        | 37                        | 37                        | 0                         |
| 2003-2004                            |                           | 1er                       | 91 pts                    | 36                        | 29                        | 4                         | 3                         | 97                        | 29                        | +68                       |
| 2002-2003                            |                           | 3e                        | 55 pts                    | 33                        | 15                        | 10                        | 8                         | 46                        | 29                        | +17                       |
| Championnat de la RF de Yougoslavie  |                           |                           |                           |                           |                           |                           |                           |                           |                           |                           |
| 2001-2002                            |                           | 2e                        | 69 pts                    | 33                        | 20                        | 9                         | 4                         | 54                        | 17                        | +37                       |
| 2000-2001                            | 15e                       |                           | 38 pts                    | 34                        | 11                        | 5                         | 18                        | 29                        | 48                        | -19                       |
| 1999-2000                            | 12e                       |                           | 52 pts                    | 40                        | 15                        | 7                         | 18                        | 45                        | 45                        | 0                         |
| 1998-1999                            | 14e                       |                           | 26 pts                    | 24                        | 7                         | 5                         | 12                        | 28                        | 42                        | -14                       |
| 1997-1998                            | 8e                        |                           | 33 pts                    | 33                        | 8                         | 9                         | 16                        | 27                        | 53                        | -26                       |
| 1996-1997                            | 10e                       |                           | 39 pts                    | 33                        | 11                        | 6                         | 16                        | 26                        | 44                        | -18                       |
| printemps 1996                       |                           | 4e                        | 32 pts                    | 18                        | 8                         | 5                         | 5                         | 15                        | 14                        | +18                       |
| automne 1995                         | 10e                       |                           | 9 pts                     | 18                        | 2                         | 3                         | 13                        | 14                        | 40                        | -26                       |
| printemps 1995                       |                           | 1er                       | 30 pts                    | 18                        | 9                         | 4                         | 5                         | 31                        | 23                        | +8                        |
| automne 1994                         |                           | 5e                        | 21 pts                    | 18                        | 9                         | 3                         | 6                         | 27                        | 16                        | +11                       |
| printemps 1994                       | 7e                        |                           | 23 pts                    | 18                        | 7                         | 2                         | 9                         | 21                        | 33                        | -12                       |
| automne 1993                         | 6e                        |                           | 18 pts                    | 18                        | 6                         | 6                         | 6                         | 17                        | 26                        | -9                        |
| 1992-1993                            | 10e                       |                           | 36 pts                    | 36                        | 14                        | 8                         | 14                        | 44                        | 48                        | -4                        |
| Championnat de la RFS de Yougoslavie |                           |                           |                           |                           |                           |                           |                           |                           |                           |                           |
| 1991-1992                            | 12e                       |                           | 23 pts                    | 33                        | 10                        | 8                         | 15                        | 30                        | 32                        | -2                        |
| 1990-1991                            | 17e                       |                           | 28 pts                    | 36                        | 13                        | 6                         | 17                        | 43                        | 48                        | -5                        |
| 1989-1990                            | 10e                       |                           | 29 pts                    | 34                        | 13                        | 8                         | 13                        | 30                        | 35                        | -5                        |

### Bilan européen
Légende
- Victoire ou qualification pour le tour suivant
- Match nul
- Défaite ou élimination de la compétition

Note : dans les résultats ci-dessous, le score du club est toujours donné en premier
| Saison    | Compétition             | Tour              | Club                    | Domicile | Extérieur | Total             |
| --------- | ----------------------- | ----------------- | ----------------------- | -------- | --------- | ----------------- |
| 1995      | Coupe Intertoto         | Groupe 7          | Bayer Leverkusen        | N/A      | 0 - 3     | Quatrième         |
| 1995      | Coupe Intertoto         | Groupe 7          | OFI Crète               | 3 - 4    | N/A       | Quatrième         |
| 1995      | Coupe Intertoto         | Groupe 7          | Nea Salamina Famagouste | 1 - 1    | N/A       | Quatrième         |
| 1995      | Coupe Intertoto         | Groupe 7          | Tervis Pärnu            | N/A      | 3 - 1     | Quatrième         |
| 2005      | Coupe Intertoto         | Premier tour      | Valletta FC             | 2 - 2    | 5 - 0     | 7 - 2             |
| 2005      | Coupe Intertoto         | Deuxième tour     | Deportivo La Corogne    | 2 - 1    | 0 - 3     | 2 - 4             |
| 2007-2008 | Coupe UEFA              | Premier tour      | Hajduk Split            | 1 - 1    | 0 - 1     | 1 - 2             |
| 2008-2009 | Ligue des champions     | Premier tour Q    | Tampere United          | 1 - 1    | 1 - 2     | 2 - 3             |
| 2009-2010 | Ligue Europa            | Premier tour Q    | Polonia Varsovie        | 0 - 2    | 1 - 0     | 1 - 2             |
| 2010-2011 | Ligue Europa            | Deuxième tour Q   | FK Bakou                | 1 - 2    | 3 - 0     | 4 - 2             |
| 2010-2011 | Ligue Europa            | Troisième tour Q  | Brøndby IF              | 1 - 2    | 0 - 1     | 1 - 3             |
| 2011-2012 | Ligue Europa            | Premier tour Q    | Flamurtari Vlorë        | 1 - 3    | 2 - 1     | 2 - 4             |
| 2012-2013 | Ligue des champions     | Deuxième tour Q   | Śląsk Wrocław           | 0 - 2    | 1 - 0     | 1 - 2             |
| 2014-2015 | Ligue Europa            | Premier tour Q    | SS Folgore Falciano     | 3 - 0    | 2 - 1     | 5 - 1             |
| 2014-2015 | Ligue Europa            | Deuxième tour Q   | Omonia Nicosie          | 0 - 2    | 0 - 0     | 0 - 2             |
| 2015-2016 | Ligue Europa            | Premier tour Q    | Spartaks Jūrmala        | 1 - 3    | 0 - 0     | 1 - 3             |
| 2016-2017 | Ligue Europa            | Premier tour Q    | Rabotnički Skopje       | 1 - 0    | 1 - 1     | 2 - 1             |
| 2016-2017 | Ligue Europa            | Deuxième tour Q   | KRC Genk                | 2 - 0 ap | 0 - 2     | 2 - 2 (2 - 4 tab) |
| 2017-2018 | Ligue des champions     | Deuxième tour Q   | Partizan Belgrade       | 0 - 0    | 0 - 2     | 0 - 2             |
| 2018-2019 | Ligue Europa            | Premier tour Q    | AS Trenčín              | 0 - 2    | 1 - 1     | 1 - 3             |
| 2019-2020 | Ligue Europa            | Premier tour Q    | Narva Trans             | 4 - 1    | 2 - 0     | 6 - 1             |
| 2019-2020 | Ligue Europa            | Deuxième tour Q   | Zorya Louhansk          | 1 - 3    | 1 - 0     | 2 - 3             |
| 2020-2021 | Ligue des champions     | Premier tour Q    | Ludogorets Razgrad      | 1 - 3    | N/A       | 1 - 3             |
| 2020-2021 | Ligue Europa            | Deuxième tour Q   | FK Astana               | N/A      | 1 - 0     | 1 - 0             |
| 2020-2021 | Ligue Europa            | Troisième tour Q  | FK Sarajevo             | N/A      | 1 - 2     | 1 - 2             |
| 2021-2022 | Ligue des champions     | Premier tour Q    | HJK Helsinki            | 0 - 4    | 1 - 3     | 1 - 7             |
| 2021-2022 | Ligue Europa Conférence | Deuxième tour Q   | HB Tórshavn             | 0 - 2    | 0 - 4     | 0 - 6             |
| 2022-2023 | Ligue Europa Conférence | Premier tour Q    | Llapi Podujeve          | 2 - 0    | 2 - 2     | 4 - 2             |
| 2022-2023 | Ligue Europa Conférence | Deuxième tour Q   | Breiðablik Kópavogur    | 2 - 1    | 0 - 2     | 3 - 2             |
| 2023-2024 | Ligue des champions     | Tour préliminaire | Atlètic Club d'Escaldes | 3 - 0    | 3 - 0     | 3 - 0             |
| 2023-2024 | Ligue des champions     | Tour préliminaire | Breiðablik Kópavogur    | 0 - 5    | 0 - 5     | 0 - 5             |
| 2023-2024 | Ligue Europa Conférence | Deuxième tour Q   | Struga Trim & Lum       | 3 - 4    | 0 - 1     | 3 - 5             |
| 2024-2025 | Ligue Conférence        | Premier tour Q    | KF Malisheva            | 3 - 0    | 0 - 1     | 3 - 1             |
| 2024-2025 | Ligue Conférence        | Deuxième tour Q   | CSKA 1948 Sofia         | 1 - 1 ap | 0 - 1     | 1 - 2             |
| 2025-2026 | Ligue des champions     | Premier tour Q    | FC Noah                 | 2 - 2    | 0 - 1     | 2 - 3             |
| 2025-2026 | Ligue Conférence        | Deuxième tour Q   | Milsami Orhei           | 0 - 0    | 1 - 2     | 1 - 2             |

## Personnalités du club

### Présidents
- Vladan Vučelić

### Entraîneurs
- Branko Brnović

## Stade

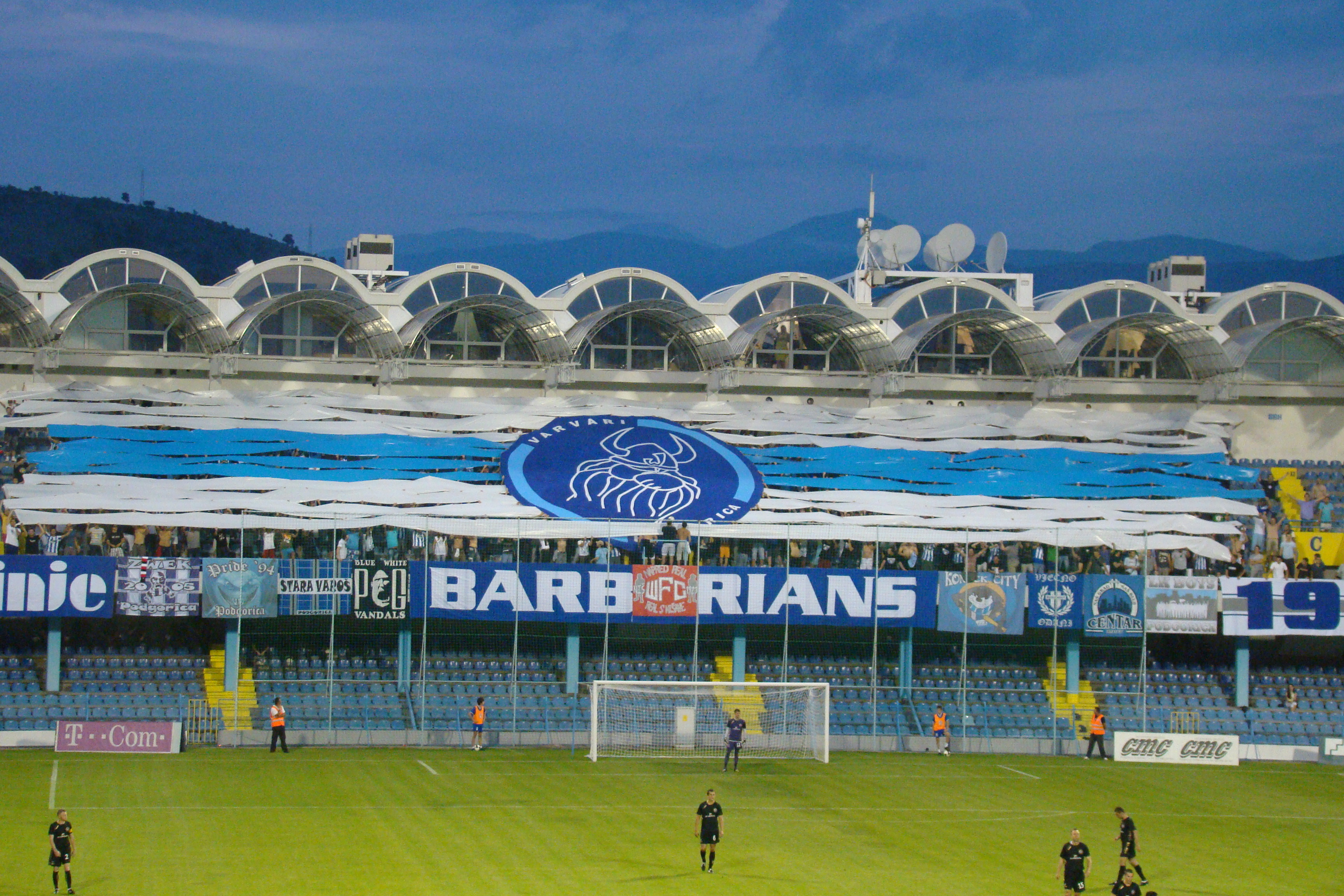
Les supporters du club en 2009

Le FK Budućnost joue ses matches à domicile au Podgorica City Stadium, à Podgorica. Le Stade, avec ses 17 000 places, est aussi le plus grand stade de football du Monténégro et le stade où évolue l'équipe nationale du Monténégro. Ce stade brûla complètement dans les années 1950.
Les plus belles affiches du Podgorica City Stadium :
- RFS Yougoslavie - Luxembourg 0:0 (Qualifs Coupe d'Europe, 27 octobre 1971) - 15 000 spectateurs
- RFS Yougoslavie - Pays de Galles 4:4 (Qualifs Coupe d'Europe, 15 décembre 1982) - 17 000 spectateurs
- FK Budućnost - Deportivo La Corogne 2:1 (Coupe Intertoto, 9 juillet 2005) - 10 000 spectateurs
- Monténégro - Hongrie 2:1 (Premier match de l'équipe nationale, 22 mars 2007) - 13 000 spectateurs